# 孙勇 (外交官)
孙勇（1970年4月—），男，中华人民共和国外交官，现任中华人民共和国驻几内亚共和国特命全权大使。

## 生平
孙勇曾任中土集团工程技术部综合技术分部副经理、中土集团技术安全质量部部长、中土集团安哥拉公司总经理、中土集团香港公司总经理、中土集团总经理助理兼设计咨询部部长、中土集团副总经理、中铁建中非建设有限公司总经理、中铁建国际集团有限公司总经理。2019年4月，中铁建国投集团成立，任总经理。9月，调任中土集团执行总经理。2022年，调入外交系统，任驻澳大利亚大使馆公使。2025年8月，出任中华人民共和国驻几内亚大使。